# Cubox
 (mars 2013).

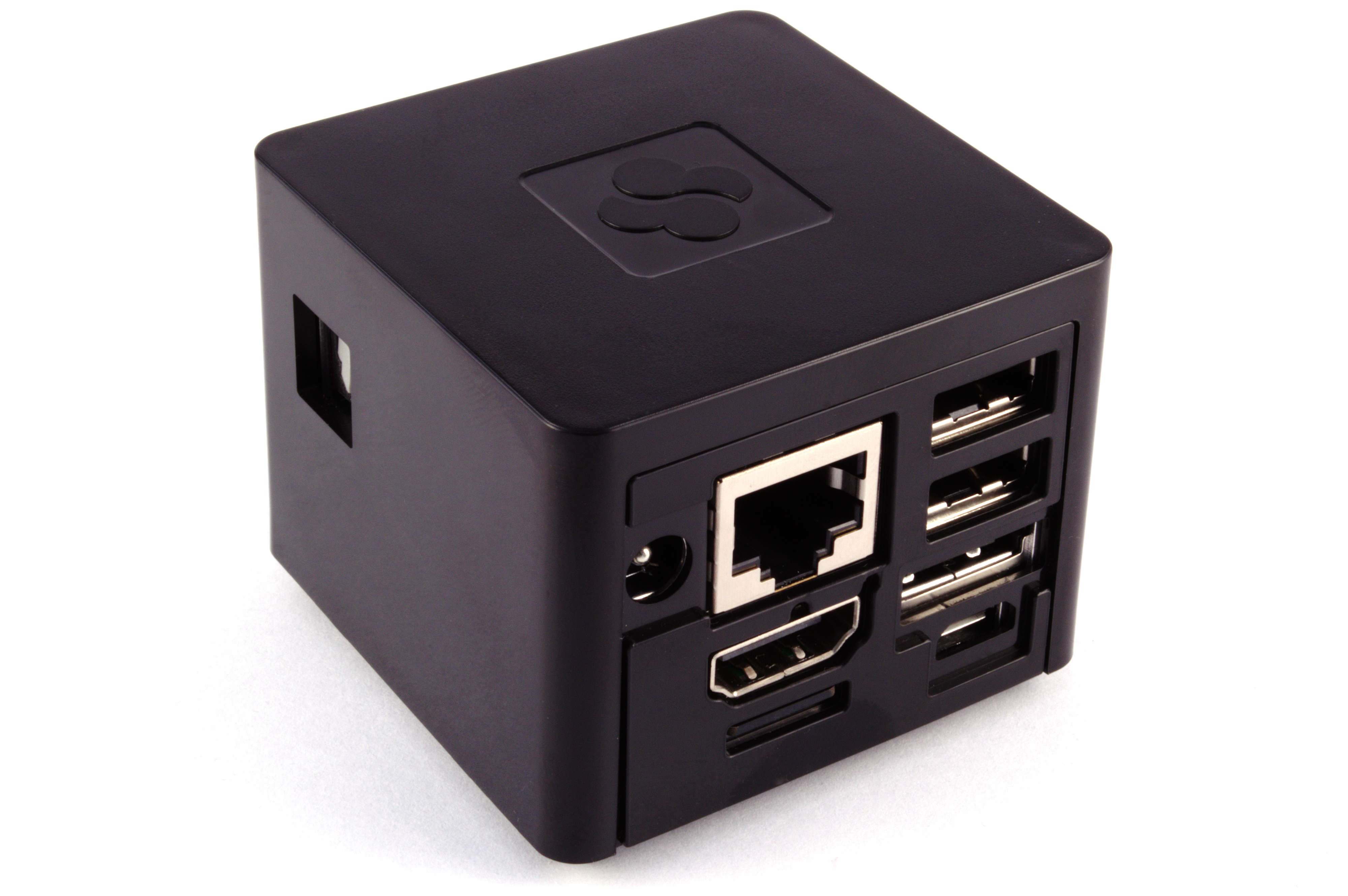
Cubox quadricœur (2014)

La Cubox est un plug computer de petite taille conçu par l'entreprise SolidRun Ltd. Il permet l'auto-hébergement et peut servir de lecteur multimédia avec Kodi (anciennement dénommé XBMC Media Center).
Il est construit autour d'un SoC Marvell Armada 510 (incluant notamment un processeur ARM v7, un processeur graphique Vivante GC600 et une unité de décodage vidéo Marvell vMeta).